# Talen en streektalen in Wallonië

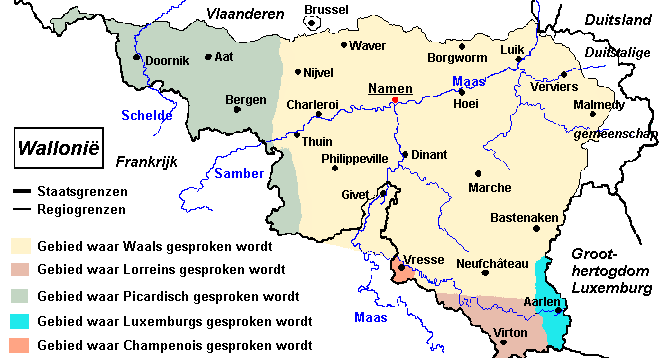
- HET WAALSE TAALLANDSCHAP -
Variatie aan streektalen in Wallonië. De Duitstalige Oostkantons zijn wit gelaten.

 Het Waals gewest is overwegend Franstalig, maar vormt geen eenvormig Franstalig gebied. Wallonië herbergt een grote variatie aan talen en streektalen. Er worden zowel Romaanse als Ripuarische streektalen gesproken.

In het uiterste oosten wonen bovendien zo'n 70.000 Duitstaligen. Het Duitstalig grondgebied strekt zich uit over de Oostkantons, met uitzondering van het kanton Malmedy.

## Streektalen
Op gebied van streektalen bekleedt het Waals de voornaamste positie. Het wordt gesproken in de provincies Luik, Namen en Waals-Brabant, evenals Oost-Henegouwen, de Ardennen en in de botte de Givet (de Franse inham in de provincie Namen). In West-Henegouwen spreekt men Picardisch, in het uiterste zuiden van de provincie Namen (Vresse-sur-Semois) hoort men Champenois, in de Gaumestreek (zuiden van de provincie Luxemburg) dan weer Gaumais. Tegen de grens met het Groothertogdom Luxemburg spreekt men Luxemburgs dat in tegenstelling tot de vorige geen Romaans dialect is maar een gestandaardiseerd dialect van het Duits.
Sinds het begin van de 20e eeuw neemt het gebruik van streektalen echter sterk af, ten voordele van het Frans. De positie van streektalen is in Wallonië veel zwakker dan in Vlaanderen. Niettemin genieten de Waalse streektalen, in tegenstelling tot de Vlaamse, wel erkenning door de overheid.

## Duitstalig gebied

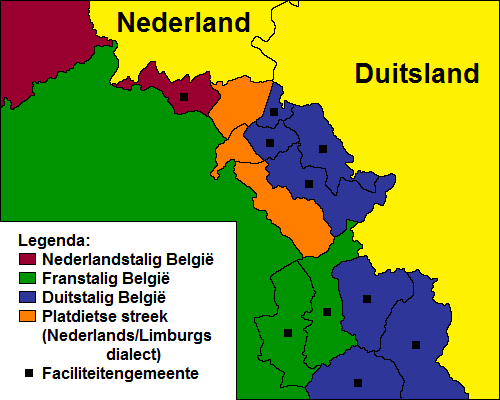
De Platdietse streek en het aangrenzende Duitstalige land van Eupen

Tot de opheffing van het hertogdom Limburg hoorde Eupen tot de Limburgse hoogbank Baelen. Net als de rest van het hertogdom werd Eupen bij de annexatie van de Zuidelijke Nederlanden door de Franse Republiek in 1795 opgenomen in het toen gevormde departement Ourthe.
In het federale België neemt de Duitstalige Gemeenschap een aparte plaats in: het behoort tot het Waals Gewest, maar is toch niet Franstalig. In de Oostkantons (het uiterste oosten) wonen zo'n 70.000 Duitstaligen. In negen gemeenten (met als meest bekende Eupen en Sankt Vith) is het Duits er de officiële taal, met echter faciliteiten voor de Franstaligen. De aangrenzende Waalse gemeenten Malmedy en Waimes/Weismes (samen het kanton Malmedy vormend) zijn officieel Franstalig, maar kennen faciliteiten voor Duitstaligen.
In de Oostkantons, het oosten van de provincie Luik, is Duits de moedertaal van 75.000 Ostbelgier.
In de Belgische provincie Luxemburg groeit de status van het Luxemburgs. In het Groothertogdom Luxemburg heeft deze taal sinds 1984 een officiële status. Mensen die in het groothertogdom willen werken, vooral in overheidsdienst, moeten daarvoor een cursus Lëtzebuergesch volgen. Dit kan ook in het Belgische grensgebied rond de provinciehoofdstad Aarlen, waar deze taal traditioneel ook wordt gesproken. In de regio Aarlen vindt een inwijking van inwoners van het groothertogdom plaats.

## Platdietse streek
Tussen de Voerstreek en de Oostkantons ligt de Platdietse streek. Hier wordt nog een Limburgs-Ripuarisch overgangsdialect gesproken.
Een groot deel van de autochtone bewoners van de Platdietse streek is echter verfranst of Franstalig. Enkele gemeenten bieden taalfaciliteiten: drie plaatsen, Baelen, Plombières (Duits : Bleyberg) en Welkenraedt, treffen voorzieningen in het Duits en het Nederlands, maar uitsluitend in het onderwijs. In 1966 werd beslist dat deze gemeenten ook faciliteiten kunnen aanvragen op administratief terrein voor zowel Duits- als Nederlandstaligen. Daartoe is dan wel een Koninklijk Besluit vereist en vervolgens een wettelijke bekrachtiging. Tot op heden is van deze theoretische mogelijkheid nog geen gebruik gemaakt.

## Geschiedenis van de taalgrens
De Belgische taalgrens ontstond in de 4e eeuw tijdens de ondergang van het West-Romeinse Rijk. Ze was het resultaat van de vlucht van de Latijn sprekende Gallo-Romeinen uit de onveilige Romeinse grensgebieden door de steeds bruter wordende plundertochten van de Germaans sprekende Franken. Later, na vergeefse Romeinse pogingen om hen te verdrijven vestigden de Franken zich op 'uitnodiging' van Julianus Apostata definitief in de verlaten grensgebieden. Tegen 486 hadden de Franken ook het huidige Brabant en Vlaanderen bij hun gebied gevoegd. Geleidelijk namen dezen de Noord-Gallische streken in, totdat er zelfs tot aan Parijs Germaans gesproken werd, zij het als minderheidstaal.
Tegen de 9de eeuw, toen het Oudfrans (uit het Latijn) en Oudnederlands (uit het Frankisch) ontstonden, verdween het Germaans weer uit deze streken. Hieruit blijkt dat de binnenvallende Germaanse stammen in bevolkingsaantal veel kleiner waren dan de reeds aanwezige Romeinse bevolking. De Franken bijvoorbeeld bezetten behalve de verlaten grensstreken ten slotte ook geheel Gallië met haar relatief grote bevolking. Ze zijn ten slotte opgegaan in de Gallo-Romeinse bevolking. In het eveneens Keltisch-romaanse Brittannië ging dit assimilatieproces echter andersom, zoals in de andere Romeinse grensgebieden. In het vroeger Romeinse Groot-Brittannië werd het Latijn ten slotte toch door een Germaanse taal vervangen. Romeins Brittannië was dan ook veel dunner bevolkt dan het Europese vasteland, zodat de achtereenvolgende invasies van Germaanssprekende stammen ten slotte toch een grote verandering in de bevolkingssamenstelling brachten.

## Nederlandstaligen
Ook Nederlandstaligen (zowel Vlamingen als Nederlanders) wonen in Wallonië. In enkele gemeenten tegen de taalgrens, met name Komen-Waasten, Moeskroen, Edingen en Vloesberg, genieten zij taalfaciliteiten.
Door de grote toeristenstroom van Vlamingen en Nederlanders en het feit dat er ook een aanzienlijk aantal Nederlandstaligen naar Wallonië verhuist, is het Nederlands in de Ardennen meer prominent aanwezig. Sommigen spreken zelfs van een vernederlandsing. Vooral de Nederlanders gaan er wonen en beginnen een Nederlandstalige camping, restaurant of café in Wallonië. Een kwart van de campings in de Ardennen en de rest van Wallonië, is inmiddels in Nederlandse handen.
In Wallonië wordt het Nederlandstalige Waals Weekblad uitgegeven.